# 卢卡锡库拉
卢卡锡库拉（義大利語：Lucca Sicula），是意大利西西里大区阿格里真托省的一个市镇。总面积18.41平方公里，人口1920人，人口密度104.3人/平方公里（2009年）。ISTAT代码为084022。